# Simon Niepmann

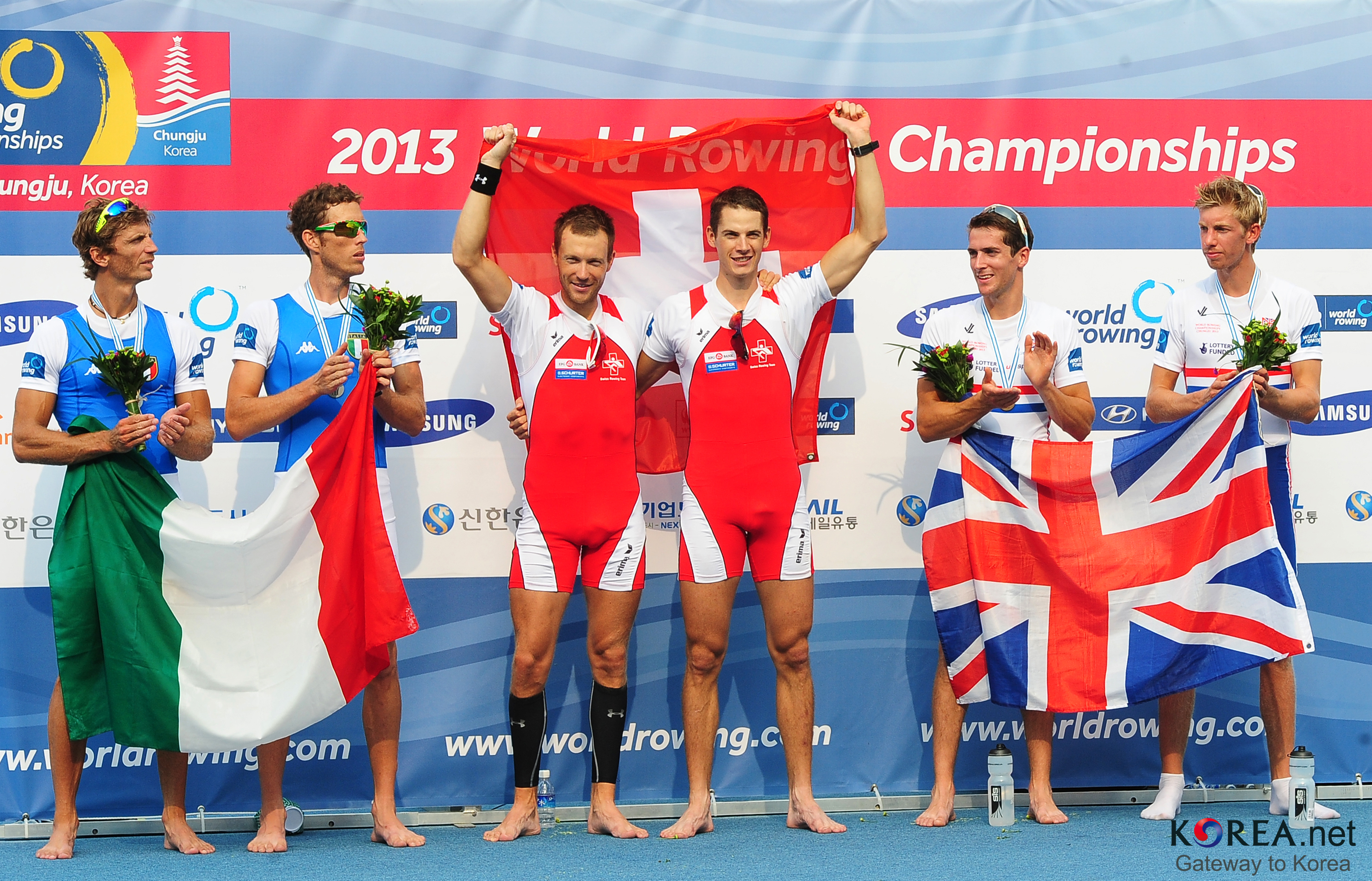
Weltmeister 2013 Niepmann (links) und Tramèr in Rot

Simon Niepmann (* 2. August 1985 in Lörrach) ist ein deutsch-schweizerischer Ruderer aus Grenzach-Wyhlen am Hochrhein.

## Leben
Der Sohn einer Schweizerin und eines Deutschen besitzt beide Staatsangehörigkeiten. Nachdem Niepmann im Jahr 1998 für den Ruderclub Grenzach an seinem ersten Wettkampf teilgenommen hatte, gelang ihm auf Anhieb die Aufnahme in die baden-württembergische Auswahl der U16.
Später trat er auch dem Seeclub Zürich und dem Basler Ruder-Club bei, da der Sitz des Schweizerischen Ruderverbandes im 120 Kilometer entfernten Sarnen ihm ermöglichte, seinen Wohnort Grenzach zu behalten, anstatt für das nächstgelegene, aber mehr als 500 Kilometer entfernte deutsche Bundesleistungszentrum Rudern in Dortmund umziehen zu müssen.
2007 begann Simon Niepmann an der Universität Basel ein Studium der Sportwissenschaft und Geografie auf Lehramt, benötigte jedoch wegen seiner sportlichen Karriere fünf statt drei Jahre für seinen Bachelor-Abschluss. 2008 erruderte er im Leichtgewichts-Vierer an der Studenten-WM den Weltmeistertitel für die Universität Basel. Neben seinem Studium nahm er mehrfach erfolgreich bei U23-Weltmeisterschaften teil, wo er 2007 die Bronzemedaille im Leichtgewichts-Vierer ohne Steuermann gewann. 2011 gelang ihm und seinen Teamkollegen Mario Gyr, Lucas Tramèr und Simon Schürch bei den Ruder-Weltmeisterschaften 2011 im Leichtgewichts-Vierer ohne Steuermann der Einzug ins Halbfinale. Sein Team erreichte im Finale zwar nur den sechsten Platz, konnte sich durch das gewonnene Halbfinale jedoch direkt für die Olympischen Sommerspiele 2012 in London qualifizieren.
In London gewann das Team am Tag nach der Eröffnungsfeier den Vorlauf und qualifizierte sich dadurch für das Halbfinale, in dem es sich hinter Großbritannien einen Platz im A-Finale am 2. August sichern konnte. Im Finallauf erreichte das Team den fünften Platz.
Bei den Ruder-Weltmeisterschaften 2013 in Chungju, Südkorea gewann er mit Lucas Tramèr den Leichtgewichts-Zweier ohne Steuermann vor Italien und dem Vereinigten Königreich. Im Jahr darauf konnten Niepmann und Tramèr ihren Titel bei den Weltmeisterschaften in Amsterdam verteidigen. 2015 kehrten Niepmann und Tramèr zurück in den Vierer, zusammen mit Schürch und Gyr gewannen sie die Titel bei den Europameisterschaften in Posen und bei den Weltmeisterschaften auf dem Lac d’Aiguebelette. Bei den Europameisterschaften 2016 konnte der Schweizer Vierer seinen Titel aus dem Vorjahr verteidigen. Vier Jahre nach dem fünften Rang in London siegten die vier Schweizer 2016 auch bei der Olympischen Regatta, im Ziel hatten sie fast anderthalb Sekunden Vorsprung auf die Dänen.